# Монзіно
Мо́нзіно (рос. Монзино) — селище у складі Горноуральського міського округу Свердловської області.
Населення — 29 осіб (2010, 27 у 2002).
Національний склад станом на 2002 рік: росіяни — 81 %.